# 淡海國玉神社

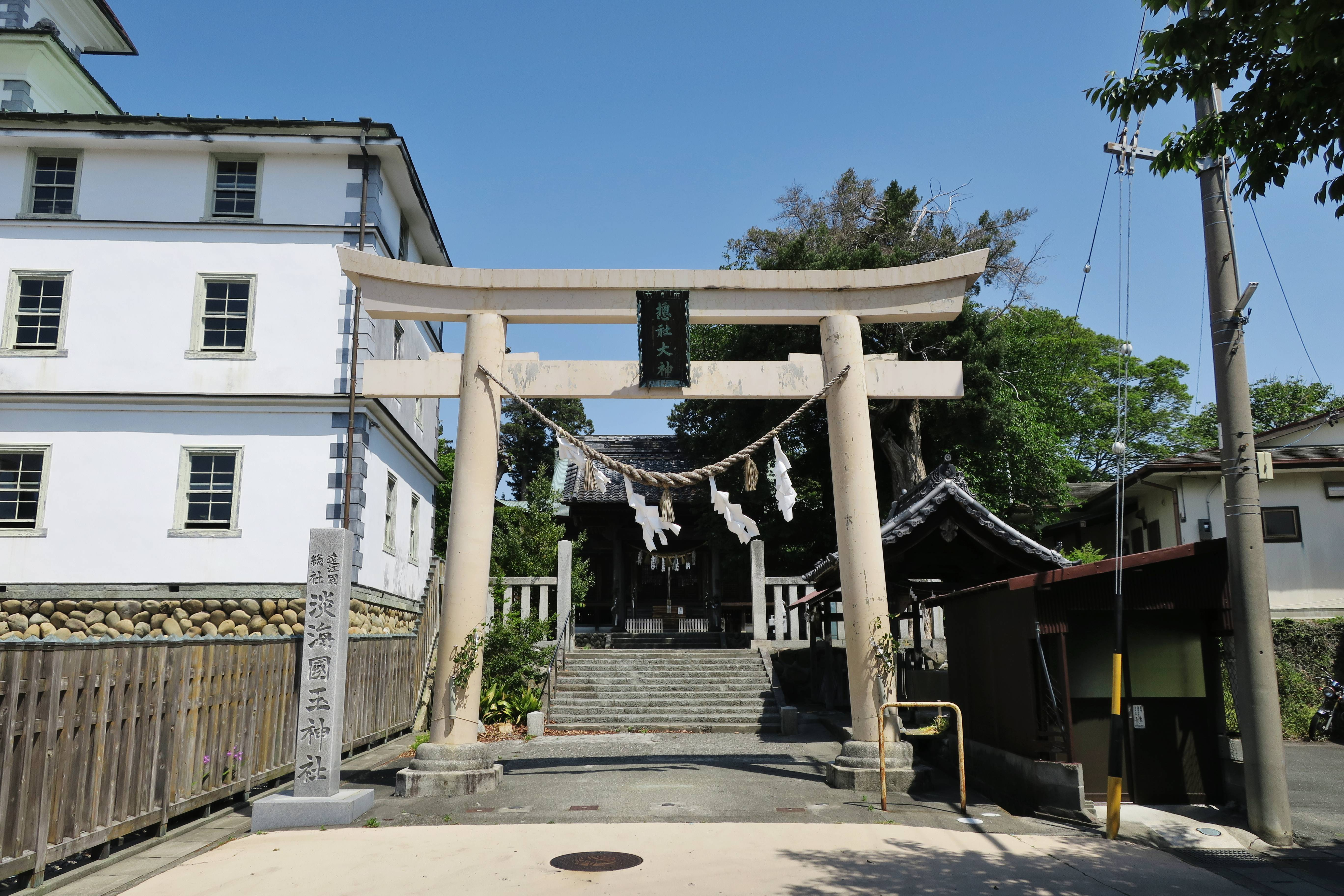
鳥居（左は旧見付学校）

淡海國玉神社（おうみくにたまじんじゃ）は、静岡県磐田市見付にある神社。式内社、遠江国総社で、旧社格は県社。

## 祭神

### 主祭神
- 大國主命 - 国造りの神。

### 合祀
- 御子神神社（式内）
  - 瓊々杵命 - 天照大御神の孫神で、皇室の祖神。
  - 木花之佐久夜毘売 - 大山津見神の御子神で、瓊々杵命の妻。
- 御祖神社（式内）
  - 鴨御祖神 - 賀茂氏の祖神。
- 須波若御子神社（式内）
  - 須波若神 - 建御名方神の御子神で、見付開拓の神。

## 歴史
創建年は不明だが、延喜式神名帳に名前がみられる（式内社）。見付（磐田）には遠江国の国府が置かれ、淡海國玉神社は遠江国の総社としてあがめられた。旧見付宿のほぼ中央部に位置し、旧見付学校や磐田文庫の脇にある。
2000年（平成12年）12月27日には見付天神裸祭が国の重要無形民俗文化財に指定された。2005年（平成17年）には本殿が磐田市指定文化財に指定され、2015年（平成27年）12月8日には静岡県指定文化財に指定された。2016年（平成28年）3月28日には幣殿・拝殿が磐田市指定文化財に指定された。

## 境内
- 本殿 - 江戸時代、明暦3年（1656年）頃の造営。三間社流造。間口は5メートル、奥行は5.14メートル。静岡県指定有形文化財。
- 幣殿 - 江戸時代、文久3年（1863年）の造営。入母屋造。間口4.54メートル、奥行4.54メートル。磐田市指定有形文化財。
- 拝殿 - 江戸時代、文久3年（1863年）の造営。入母屋造で、向拝を付す。間口10メートル、奥行6.36メートル。磐田市指定有形文化財。

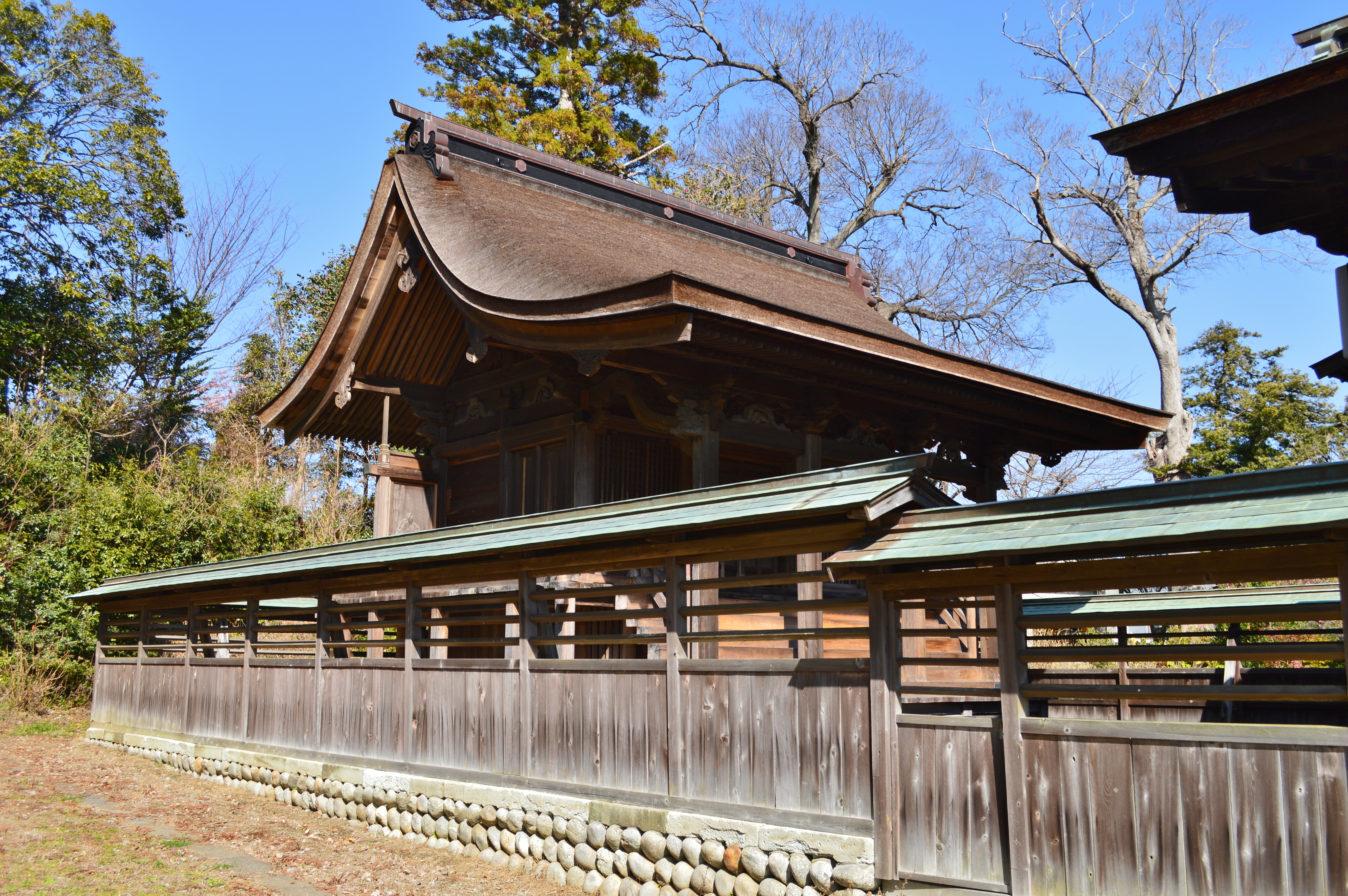
本殿
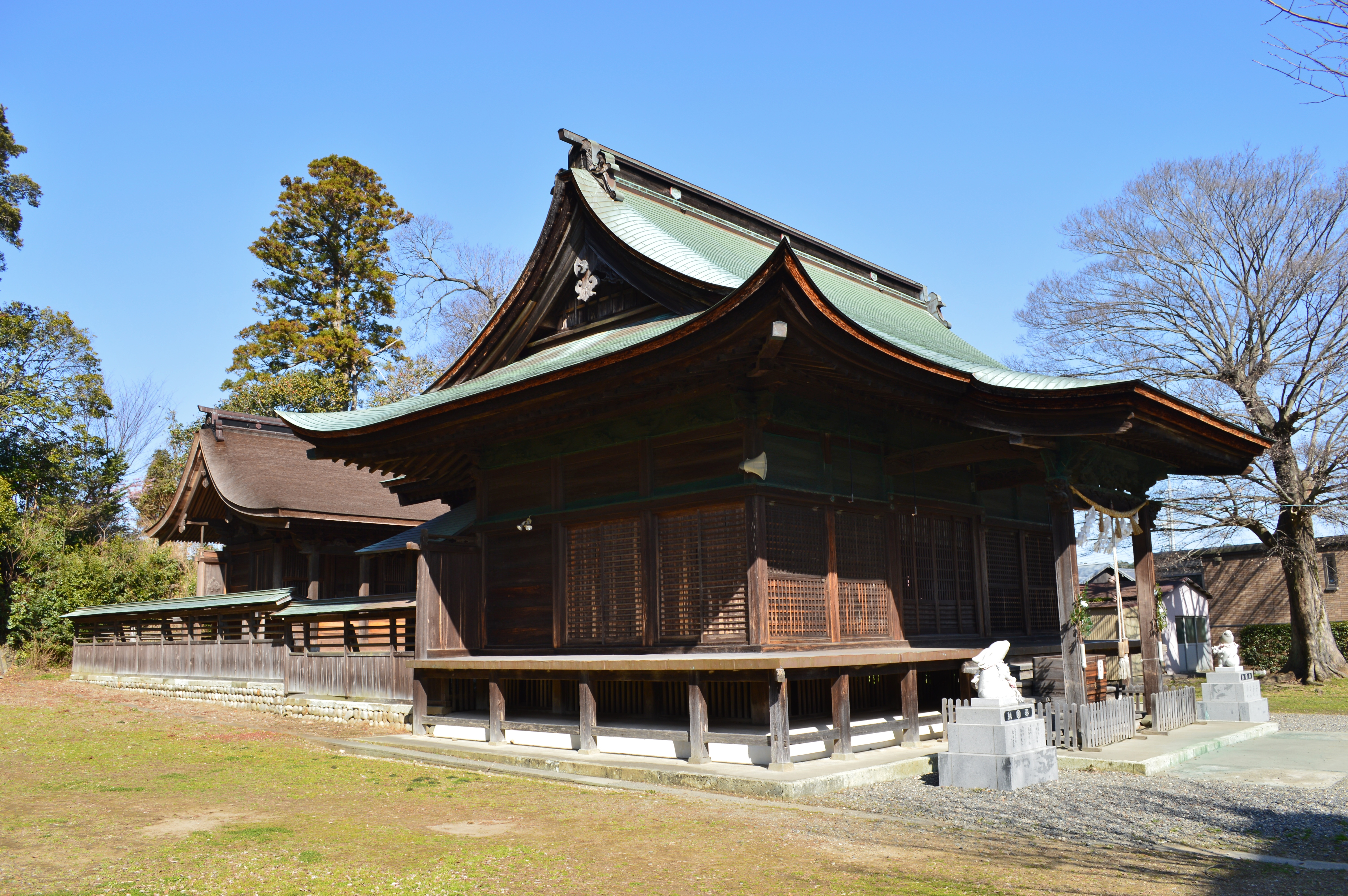
社殿
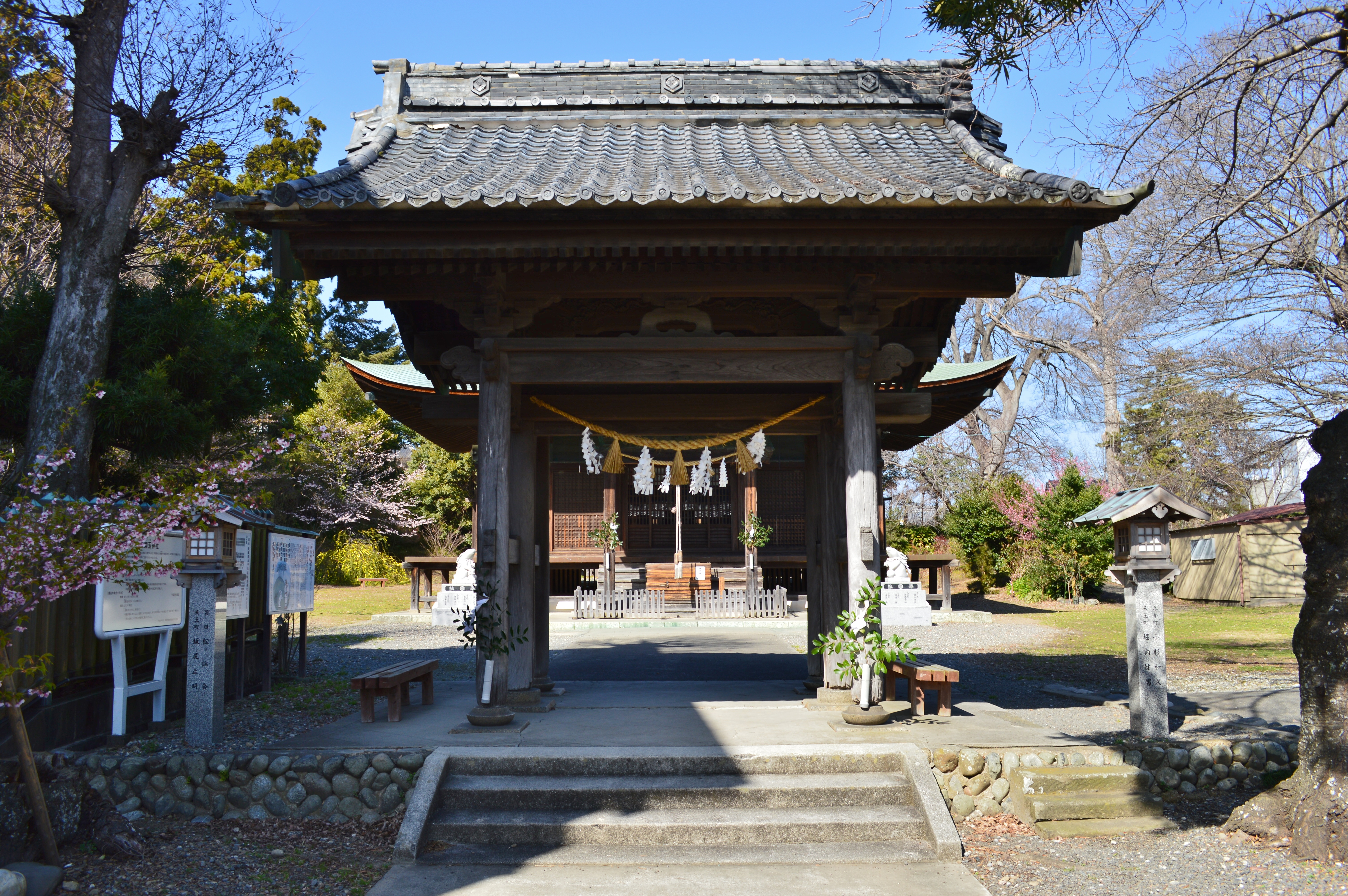
中門

## 摂末社
- 天御子神社 - 式内社「天御子神社二座」。
- 雷三神社 - 式内社「豊雷神社」・「豊雷売命神社」・「生雷命神社」。

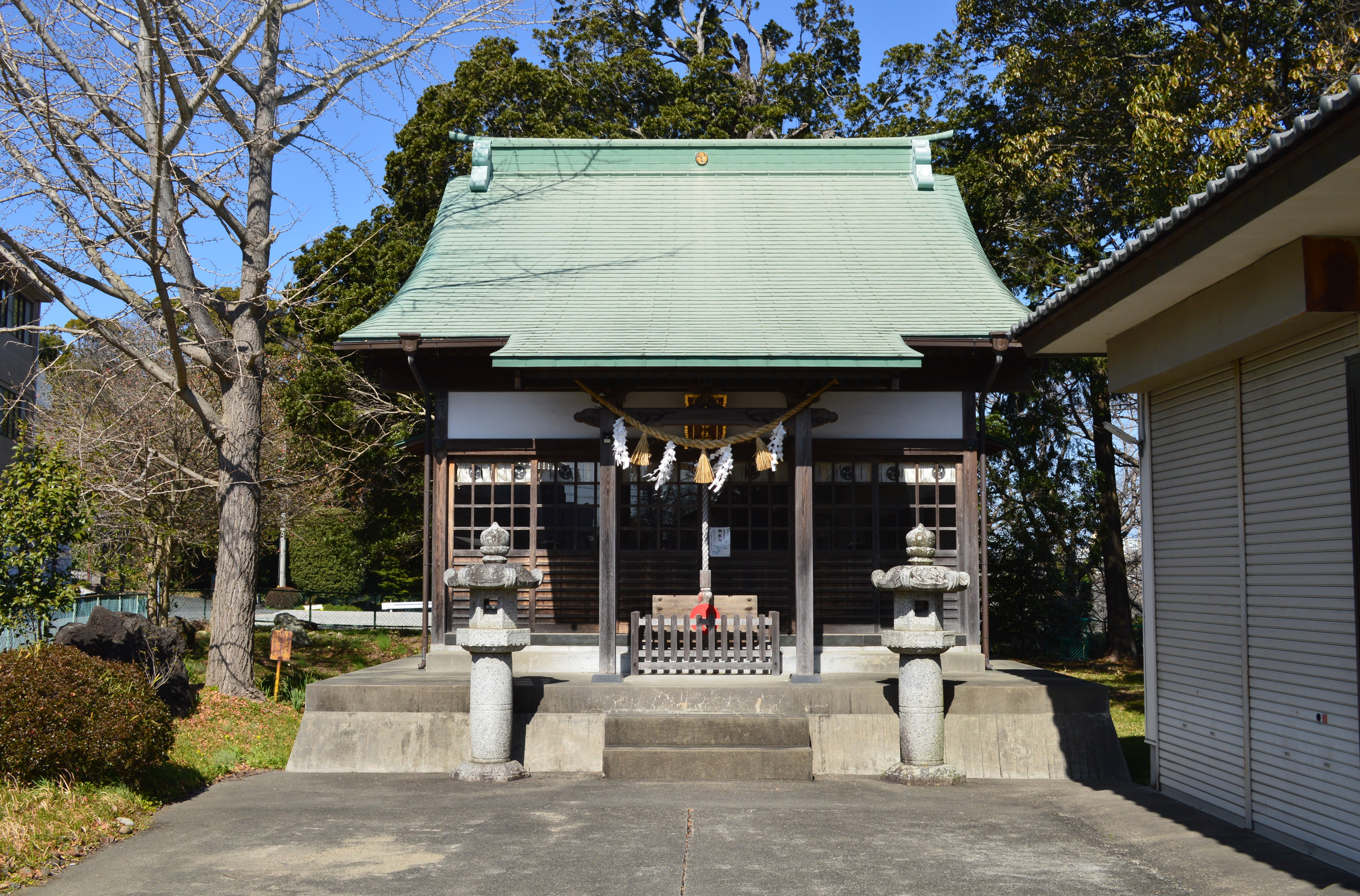
天御子神社
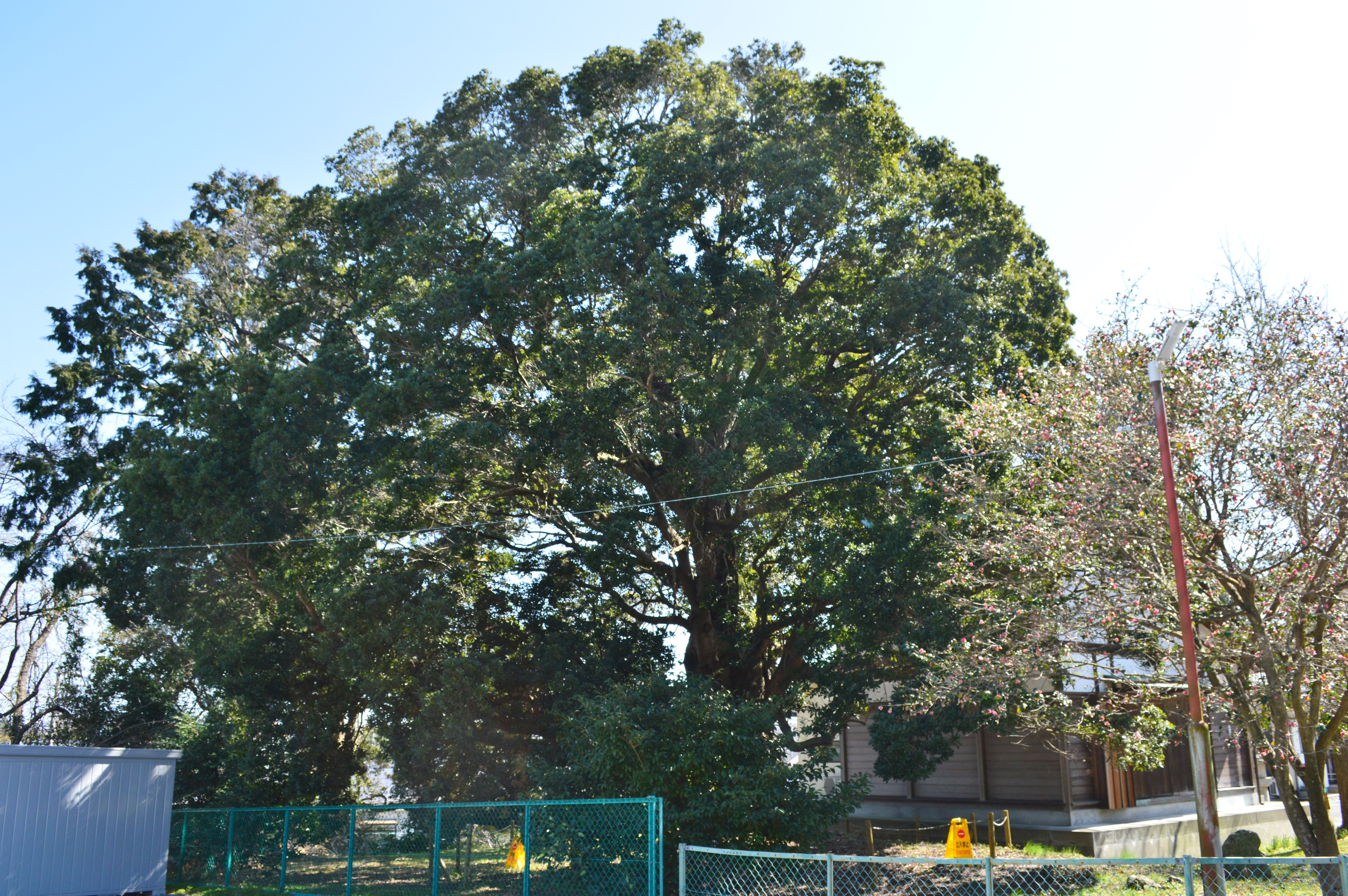
天御子神社のヤマモモの木（磐田市指定天然記念物）
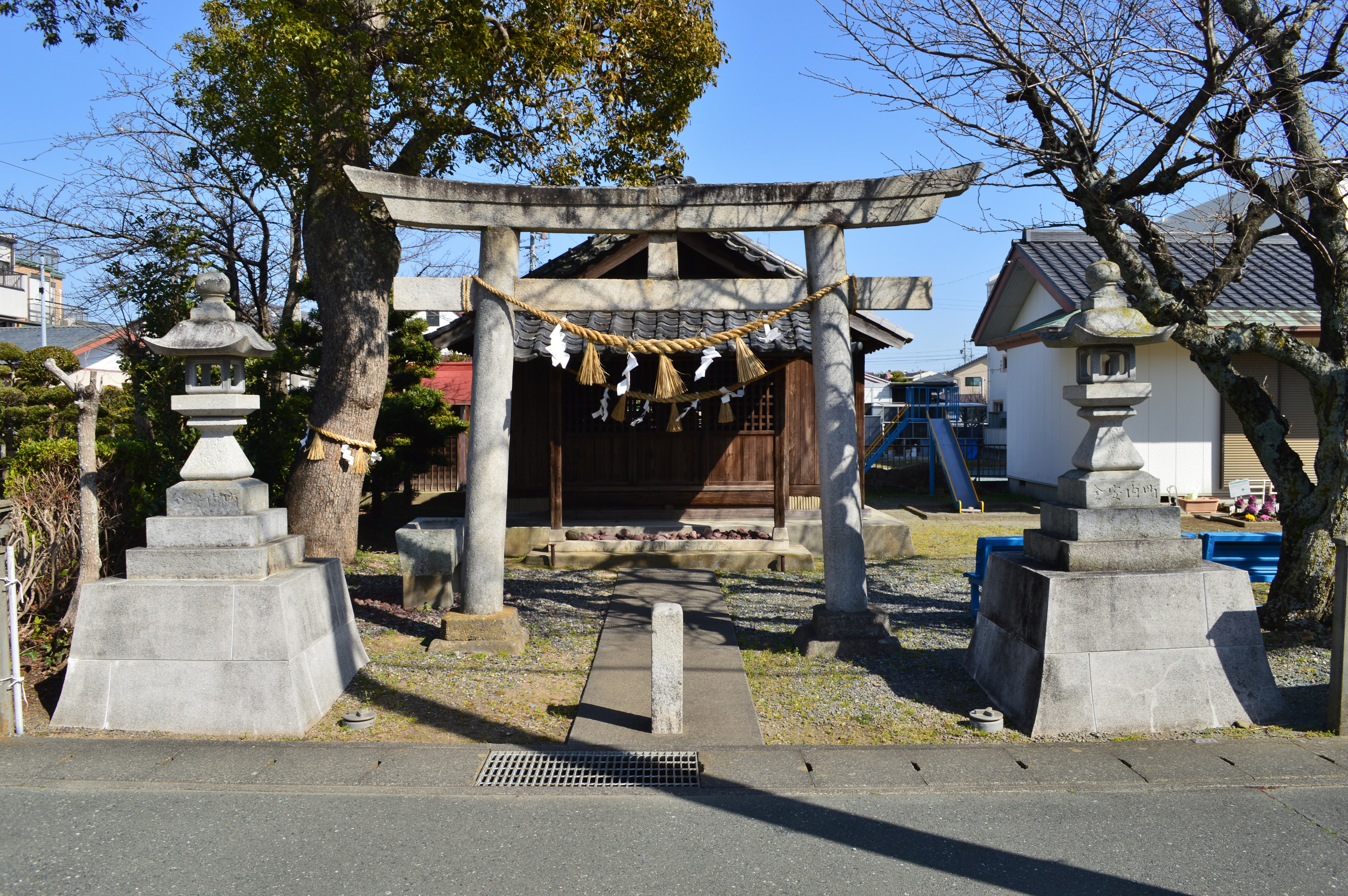
雷三神社

## 文化財

### 重要無形民俗文化財（国指定）
- 見付天神裸祭 [注 1] - 2000年（平成12年）12月27日指定[1][2]。

### 静岡県指定文化財
- 有形文化財
  - 本殿（附 棟札5枚）（建造物） - 江戸時代、明暦3年（1656年）頃の造営。2015年（平成27年）12月8日指定[3]。

### 磐田市指定文化財
- 有形文化財
  - 幣殿・拝殿（建造物） - 江戸時代、文久3年（1863年）の造営。2016年（平成28年）3月28日指定[4]。
- 天然記念物
  - 天御子神社のヤマモモの木 - 境外社の天御子神社境内。2005年（平成17年）11月21日指定[4]。